# Dendrophthora pavonii
Dendrophthora pavonii là một loài thực vật có hoa trong họ Santalaceae. Loài này được Tiegh. mô tả khoa học đầu tiên năm 1896.